# Чемпионат Израиля по международным шашкам среди женщин
Чемпионат Израиля по международным шашкам среди женщин — ежегодное соревнование по шашкам, проводимое Федерацией шашек Израиля.

## Призёры
| Дата | Золото                                    | Серебро              | Бронза               |
| 1993 | Элла Зильберман                           |                      |                      |
| 1994 | Юлия Гильфанова                           | Элла Зильберман      |                      |
| 1995 | Елена Соркина Ольга Левина                | ---                  |                      |
| 1999 | Элла Зильберман                           | Ольга Радовицкая     | Елена Соркина        |
| 2001 | Елена Соркина                             |                      |                      |
| 2006 | Зинаида Александрова                      |                      |                      |
| 2007 | Элла Зильберман                           | Елена Соркина        | Зинаида Александрова |
| 2008 |                                           |                      |                      |
| 2009 |                                           |                      |                      |
| 2010 | Зинаида Александрова                      | Елена Соркина        |                      |
| 2011 | Элла Зильберман (16)                      | Зинаида Александрова | Елена Соркина        |
| 2012 | Зинаида Александрова Элла Зильберман (17) | ---                  |                      |
| 2013 | Елена Соркина                             | Элла Зильберман      | Зинаида Александрова |
| 2014 | Зинаида Александрова                      | Нинель Белорицкая    | Светлана Минченкова  |
| 2015 | Зинаида Александрова                      | Елена Соркина        | Нинель Белорицкая    |
| 2016 |                                           |                      |                      |
| 2017 |                                           |                      |                      |
| 2018 |                                           |                      |                      |
| 2023 |                                           |                      |                      |